# Francisco de Torres
Francisco de Torres (Lepe, finales del siglo XV-siglo XVI) fue un navegante y explorador español, codescubridor del Río de la Plata junto a Juan Díaz de Solís en 1515 y líder de la Expedición de Solís al Río de la Plata desde la muerte de este hasta el regreso a España en 1516.

## Biografía
Existen pocos datos biográficos sobre Francisco de Torres. Este marino, natural de Lepe (provincia de Huelva), era el hermano de Ana de Torres, quien contrajo matrimonio con el piloto Juan Díaz de Solís durante la estancia de este en Lepe. Embarcó junto a él en la expedición de Solís al Río de la Plata como segundo piloto de la expedición en octubre de 1515. Poco antes había sido nombrado piloto real.
En febrero de 1516, Juan Díaz de Solís fue atacado por un grupo de indígenas y falleció en dicho suceso. Tras ello, la tripulación decidió emprender la vuelta a España, haciendo una breve parada en la Isla de Lobos para aprovisionarse de carne y pieles de lobos marinos que cazaron. La llegada a España se produjo finalmente el 4 de septiembre de 1516.

## Conmemoración
Existe en Montevideo (capital de Uruguay) una calle denominada Francisco Torres, paralela a la calle Vasco de Gama. Igualmente, existe un pequeño archipiélago frente al cabo Polonio denominado islas de Torres.